# Els capricis de Maria
Els capricis de Maria  (títol original en francès: Les Caprices de Marie ) és una pel·lícula franco-italiana dirigida per Philippe de Broca, estrenada el 1970. Ha estat doblada al català.

## Argument
Una jove vol veure el vast món i ambiciona a un concurs de reina de bellesa. Però un multimilionari, que ja ha estat casat amb diverses dones, vol casar-se amb ella per tal de no ser deshonrat, mentre el mestre del poble d'aquesta última n'està enamorat.

## Repartiment
- Marthe Keller: Marie Panneton
- Philippe Noiret: Gabriel, el mestre
- Jean-Pierre Marielle: Léopold Panneton
- Valentina Cortese: Madeleine de Lépine
- Henri Crémieux: el carter
- Fernand Gravey: el capità Ragot
- Bert Convy: Mac Power
- Colin Drake: el president del consell d'administració
- François Périer: Jean-Jules de Lépine
- Marc Dudicour: el presentador
- Marius Gaidon: un convidat
- Georges Gueret: un periodista
- Dorothy Marchini: Dorothy Golden
- Gaston Meunier: un convidat
- Albert Michel: el president del jurat
- Barbara Middleton: la mare de Broderick
- Noëlle Musart: Mlle Choquet